# Häckseldrusch
Der Häckseldrusch war ein in den 1950er Jahren entwickeltes Ernteverfahren für Getreide. Mit zunehmender Verbreitung des Mähdreschers in den 1960er Jahren verlor der Häckseldrusch immer mehr an Bedeutung.

## Ausgangslage
Vorher wurde das Getreide mit dem Mähbinder gemäht und zu Garben gebunden. Diese wurden dann auf dem Feld aufgestellt um einige Tage zu trocknen. Anschließend wurden die Garben auf Anhänger geladen, eingefahren und gleich (Erntedrusch) oder später (Winterdrusch) mit einer Dreschmaschine ausgedroschen wozu sie aufgeschnitten werden mussten. Oft wurde nach der Dreschmaschine das Stroh gehäckselt und mit einem Gebläse an den Lagerort geblasen.

## Entwicklung
Die erste Veränderung dieses Verfahrens bestand darin, dass die Häckselmaschine vor der Dreschmaschine aufgestellt wurde und nicht mehr dahinter. Der Dreschmaschine werden also nicht mehr die Garben zugeführt, sondern Häckselgut. Der Vorteil dabei ist, dass die Garben gebunden in den Häcksler gegeben werden können und somit ein Arbeitsschritt eingespart wird. Erstmals wurde darüber 1950 in der Zeitschrift Deutsche Landwirtschaftliche Presse berichtet dass die Landwirte Traunecker und Lueg dieses Verfahren angewendet hatten. Daraufhin untersuchte auf Anregung des KTL Prof. Georg Segler von der Technischen Hochschule Braunschweig dieses Verfahren näher.
Als Nächstes wurde dann – wie bereits beim Endres-Hof vor dem zweiten Weltkrieg praktiziert – die Dreschmaschine unter dem Dachfirst aufgestellt sofern es die Gebäudeverhältnisse ermöglichten. Die Garben wurden dabei mit einem Gebläsehäcksler gehäckselt und zur Dreschmaschine gefördert. Die einzelnen Bestandteile gelangten danach per Schwerkraft in die jeweiligen darunterliegenden Lagerräume, so dass sich nachfolgende Fördereinrichtungen für Stroh, Korn und Spreu einsparen ließen.
War das Hochsetzen der Dreschmaschine nicht möglich konnte trotzdem bei gut organisierter automatischer Weiterförderung der Endprodukte, z. B. mit Körnergebläse und Strohgebläse, der Druschvorgang von nur einem Mann bewältigt werden wozu bisher drei bis vier Mann erforderlich waren.
An der immer noch aufwändigen Handarbeit auf dem Feld, das Aufstellen der Garben und das anschließende Aufladen auf Anhänger, hat sich dadurch nichts geändert.
Deshalb ging man im nächsten Schritt  – dem Feldhäckseldrusch – dazu über, das Getreide mit der Mähmaschine oder dem Schleppermähwerk zu mähen und zu schwaden.
Nachdem dann der Schwad nachgetrocknet war, wurde das Getreide mit dem Feldhäcksler gehäckselt und als Häckselgut eingefahren. Der Gebläsehäcksler wurde dann durch ein Gebläse ersetzt.

## Arbeitsaufwand
Beim Erntedrusch mit Mähbinder und Dreschmaschine ohne vorheriges Häckseln wurden pro Hektar etwa 60 Arbeitsstunden benötigt. Beim Winterdrusch, bedingt durch das zusätzliche Ein- und Auslagern der Garben wurde der Aufwand fast verdoppelt. Dieser Aufwand reduzierte sich beim Häckseldrusch auf etwa 37 bis 40 Arbeitsstunden und beim Feldhäckseldrusch nochmals enorm auf 12 Arbeitsstunden.
Wirtschaftlich war der Feldhäckseldrusch aber nur, wenn der Feldhäckler für die Grünfutterernte oder Silagebereitung sowieso benötigt wurde. Bei der Anschaffung eines Feldhäckslers nur für die Getreideernte wäre ein Mähdrescher auch nicht teuerer gewesen weil dieser ja auch die Dreschmaschine ersetzt und dem Häckseldrusch in der Leistung überlegen ist.

## Kraftbedarf
Neben der Arbeitszeitersparnis erhoffte man sich vom Häckseldrusch auch eine Kraftersparnis. Der Übergang der meisten Betriebe vom Winterdrusch auf den Erntedrusch erfolgte deswegen, weil man dann die Garben nicht einlagern und später wieder auslagern brauchte, also jede Menge Handarbeit und auch Lagerraum sparte. Dadurch trat aber das Problem auf, dass – da die Stromnetzte zu der Zeit auf dem Land noch nicht so gut ausgebaut waren – der gleichzeitige Betrieb vieler Dreschmaschinen in einem Dorf nicht problemlos möglich war.
Der Antrieb von Dreschmaschine und Häcklser durch einen Traktor kommt hierfür nicht in Frage, da Betriebe, die dieses Ernteverfahren verwendeten damals in der Regel nur über einen Traktor verfügten und der wurde zum Einfahren der Garben benötigt.
Wie Untersuchungen ergaben, konnte durch das vorherige Häckseln des Getreides die Dreschmaschine verkleinert werden da durch den Häcksler bereits ein Großteil der Körner ausgedroschen wurde.
Ebenso konnte die Umfangsgeschwindigkeit der Dreschtrommel und damit deren Kraftbedarf erheblich gesenkt werden. Im Gegenzug aber benötigt natürlich der Gebläsehäcksler auch wieder Energie, so dass sich, wenn vorher das Stroh ungehäckselt eingelagert wurde, eine geringere Kraftersparnis ergibt. Das Verlagern des Häckselns auf das Feld ergibt die größte Kraftersparnis am Hof da die Energie für das Häckseln vom Traktor kommt und nicht mehr vom Stromnetz.

## Verluste
Befürchtet wurde ein erhöhter Körnerbruchverlust durch die Häckselmaschine.
Je nach Häcksellänge lag bei den verschiedenen Getreidearten der auftretende Körnerbruch zwischen einem und sieben Prozent. Ein Vergleich mit einer normalen Dreschmaschine ergab dort aber ähnliche Werte.
Bei späteren Untersuchungen lag der Körnerbruchanteil zwischen fünf und neun Prozent.
Hier zeigte sich aber, dass der Körnerbruch hauptsächlich durch das Schaufelrad des Gebläses und nicht durch die Häckselmesser verursacht wurden. Beim Gebläsehäcksler wurde daraufhin vor dem Schaufelrad ein Sieb angebracht, so dass das Häckselgut nicht mehr mit diesem in Berührung kam und nur vom Luftstrom geblasen wurde. Diese Änderung schaffte Abhilfe.
Beim Feldhäckseldrusch kommt zusätzlich noch das Risiko dazu, dass bei Einbruch einer Schlechwetterperiode während das Getreide auf Schwad liegt, die Ausfall- und Auswuchsverluste wesentlich höher sein können wie bei stehenden Garben (Ernte- oder normaler Häckseldrusch) oder gar bei noch stehendem Getreide (Mähdrusch).